# Åke Bonnier (bokförläggare)
Åke Bonnier, född 4 augusti 1886 Stockholms mosaiska församling, död 6 augusti 1979 i Oscars församling i samma stad, var en svensk förläggare.
Åke Bonnier var son till Karl Otto Bonnier och Lisen Josephson samt bror till Tor, Elin, Greta, Gert och Kaj. Efter studentexamen 1905 bedrev han yrkesstudier hos Asher & Co i Berlin 1908, hos Albert Bonnier Publishing House i New York 1910, 1912 och 1914. Han blev delägare i firma Albert Bonnier 1917 och var verkställande direktör där 1929–1940.
Han var styrelseordförande i  Åhlen och Åkerlunds Förlag AB från 1940, men satt också i styrelserna för bland andra Dagens Nyheter AB (från 1929) och AB Bonnierföretagen. Han hade flera utmärkelser: han var kommendör av Vasaorden (KVO), samt riddare av Nordstjärneorden (RNO), Belgiska Kronorden och Hederslegionen.
År 1927 lät han och hans hustru uppföra Villa Bonnier i Diplomatstaden, Stockholm, vilken senare testamenterades till svenska staten. Paret uppehöll sig krigsåren i USA, men återvände sedan till Stockholm.
Bonnier gifte sig 1911 med amerikansk-judiska Eva Bachner (1888-1977), dotter till Joseph Bachner och Lee Goldbaum, Gloversville, USA, och blev far till Gerard Bonnier och farfar till bland andra Åke Bonnier den yngre.

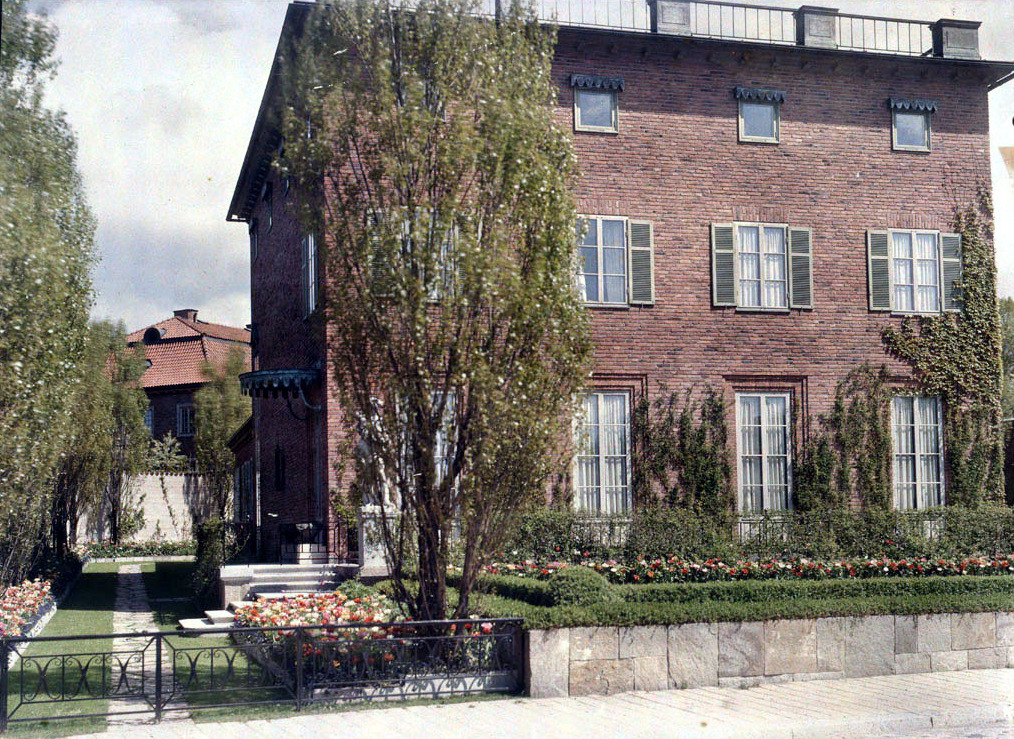
Villa Bonnier, cirka 1930
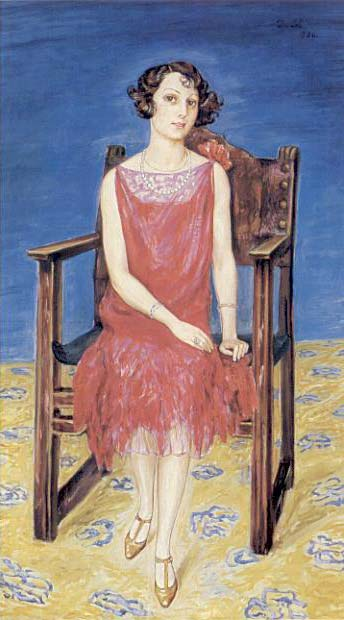
Eva Bonnier porträtterad av Nils von Dardel 1926